# Jonas Grimås
Jonas Kristofer Ulfson Grimås, född 7 augusti 1958 i Uppsala, är en svensk regissör, känd bland annat för filmatiseringen av Henning Mankells Kurt Wallander.
Grimås är sedan 1988 bosatt och verksam i London där han regisserat en rad dramaserier för BBC, ITV och Channel 4, bland annat Tyst vittne, Hope and Glory, Hamish Macbeth (med Robert Carlyle), Second Sight (med Clive Owen) och Tillbaka till Aidensfield. Grimås vann en British Academy Award för sin kortfilm Artisten och nominerades för ytterligare en med sin film Marooned. Grimås medverkade i filmatiseringen av Camilla Läckbergs romaner Isprinsessan (2007) och Predikanten som sändes av SVT hösten 2007. Han har också regisserat flera avsnitt av den populära brittiska dramaserien Tillbaka till Aidensfield.